# 国民議会 (カンボジア)
国民議会（こくみんぎかい、クメール語: Radhsphea ney Preah Recheanachakr Kampuchea）は、カンボジア王国の議会を構成する議院（下院）。議長はクオン・スダリー（カンボジア人民党）。

## 概要
- 任期 - 5年
- 定数 - 125
- 選挙制度 - 厳正拘束名簿式比例代表制（21のブロック別）

## 国民議会議長一覧
| 任期                           | 氏名                 | 備考                         |
| ------------------------------ | -------------------- | ---------------------------- |
| 1993年6月14日 - 1993年10月6日  | ソン・サン           | 元カンボジア王国首相         |
| 1993年10月6日 - 1998年11月25日 | チア・シム           | 元カンボジア国国家評議会議長 |
| 1998年11月25日 - 2006年3月14日 | ノロドム・ラナリット | ノロドム・シハヌークの次男   |
| 2006年3月21日 - 2023年8月21日  | ヘン・サムリン       | 元カンボジア国国家評議会議長 |
| 2023年8月21日 -                | クオン・スダリー     | 同国初の女性の国民議会議長   |

## 歴史
1993年の憲法施行とともに発足。

## 権限
元老院（上院）と共通の権限
- 法案提出権

国庫収入の減少あるいは国民の負担増加となる法律案を提出することはできない。
国民議会の優越
- 再議決権

国民議会が可決した法律案を元老院が、1月以内に議決しない場合又は否決した後に国民議会で再び過半数の賛成により可決した場合、法律は成立する。
- 内閣不信任決議

議員30人以上の発議、3分の2以上の多数で議決。1年間に2回不信任決議案が可決された場合、首相の提案と国民議会議長の承認の下、国王は国民議会を解散する。

## 会派・議席
| 党派             | 議席数 |
| ---------------- | ------ |
| カンボジア人民党 | 120    |
| フンシンペック   | 5      |

※ 第7回カンボジア国民議会選挙（2023年7月23日施行）の結果。

## 国民議会選挙
第1回（1993年カンボジア国民議会選挙）
- 1993年4月施行
- 党派別議席数
  - フンシンペック：58
  - カンボジア人民党：51
  - 仏教自由民主党：10
  - クメール自由モリナカ闘争：1

第2回（1998年カンボジア国民議会選挙）
- 1998年7月26日施行
- 党派別議席数
  - カンボジア人民党：64
  - フンシンペック：43
  - サム・ランシー党：15

第3回（2003年カンボジア国民議会選挙）
- 2003年7月27日施行
- 党派別議席数
  - カンボジア人民党：73
  - フンシンペック：26
  - サム・ランシー党：24

第4回（2008年カンボジア国民議会選挙）
- 2008年7月27日施行
- 党派別議席数
  - カンボジア人民党：90
  - サム・ランシー党：26
  - 人権党：3
  - ノロドム・ラナリット党：2
  - フンシンペック：2

第5回（2013年カンボジア国民議会選挙）
- 2013年7月27日施行
- 党派別議席数
  - カンボジア人民党：68
  - カンボジア救国党：55

第6回（2018年カンボジア国民議会選挙）
- 2018年7月27日施行
- 党派別議席数
  - カンボジア人民党：125

第7回（2023年カンボジア国民議会選挙）
- 2023年7月23日施行
- 党派別議席数
  - カンボジア人民党：120
  - フンシンペック：5